# Panagjoerisjte
Panagjoerisjte (Bulgaars: Панагюрище) is een stad in de Bulgaarse oblast Pazardzjik. Panagjoerisjte is de hoofdplaats van de gelijknamige gemeente Panagjoerisjte. Op 31 december 2018 telde de stad Panagjoerisjte 16.053 inwoners en de gemeente Panagjoerisjte zo'n 22.547 inwoners. De stad ligt 91 km ten oosten van Sofia, 43 km ten noorden van Pazardzjik en 37 km ten zuiden van Zlatitsa.